# Обикновен източен хитон
Обикновните източни хитони (Chaetopleura apiculata) са вид панцерни мекотели от семейство Ischnochitonidae.
Таксонът е описан за пръв път от Томас Сей през 1834 година.